# Heimdal (Dakota del Norte)
Heimdal es un lugar designado por el censo ubicado en el condado de Wells en el estado estadounidense de Dakota del Norte. En el censo de 2010 tenía una población de 27 habitantes y una densidad poblacional de 22,18 personas por km².

## Geografía
Heimdal se encuentra ubicado en las coordenadas 47°47′34″N 99°39′10″O / 47.79278, -99.65278. Según la Oficina del Censo de los Estados Unidos, Heimdal tiene una superficie total de 1.22 km², de la cual 1.22 km² corresponden a tierra firme y (0%) 0 km² es agua.

## Demografía
Según el censo de 2010, había 27 personas residiendo en Heimdal. La densidad de población era de 22,18 hab./km². De los 27 habitantes, Heimdal estaba compuesto por el 100% blancos, el 0% eran afroamericanos, el 0% eran amerindios, el 0% eran asiáticos, el 0% eran isleños del Pacífico, el 0% eran de otras razas y el 0% pertenecían a dos o más razas. Del total de la población el 0% eran hispanos o latinos de cualquier raza.